# Королівська аудієнсія Чаркас

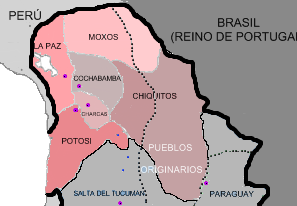
Верхнє Перу (рожевий) в складі віцекоролівства Ріо-де-ла-Плата із вказанням адміністративного поділу станом на 1783 рік

Королівська аудієнсія і канцлерство Да-Плата-де-лос-Чаркас (ісп. Audiencia y Cancillería Real de La Plata de los Charcas), іноді просто Аудієнсія Чаркас (ісп. Audiencia de Charcas) — адміністративний уряд Іспанської колоніальної імперії, що відповідав за територію Верхнього Перу (сучасна Болівія), інколи цим терміном позначалося саме Верхнє Перу. Спочатку входила до складу вецекоролівста Перу, а після створення віцекоролівства Ріо-де-ла-Плата у 1776 році увійшла до його складу, проте віцекороль Перу знову анексував аудієнсію в 1810 році. Центром аудієнсії було місто Ла-Плата (майбутнє Сукре). Від часу створення Інтендансії Чікісака в 1782 році, над нею також поширювалася влада аудієнсії.